# IPPOLIT

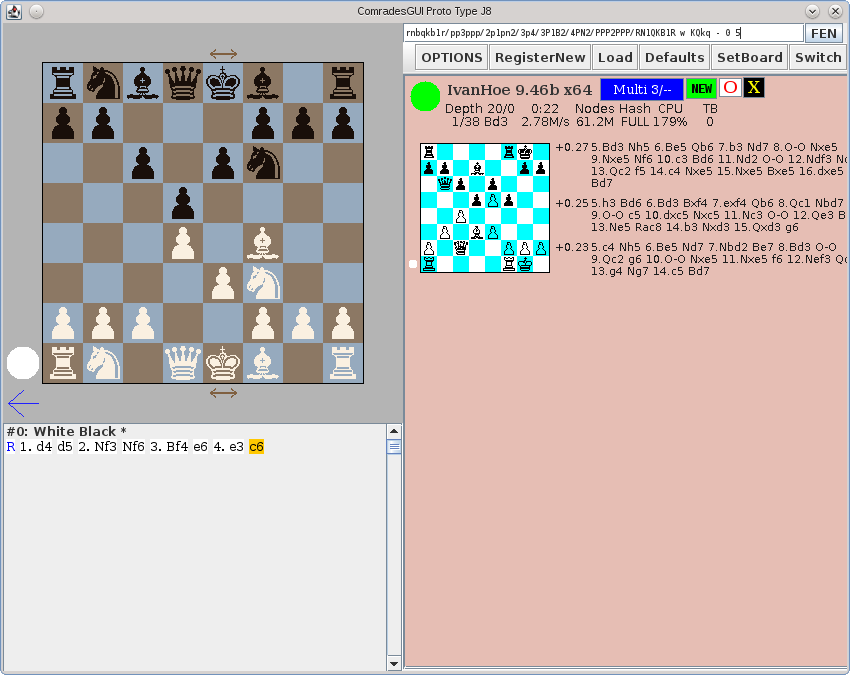
IvanHoe bei der Analyse einer Position mit aktiviertem Multi-PV mit ComradesGUI

IPPOLIT ist eine Serie von Open-Source-Schachprogrammen. Sie sind bisher unter den folgenden Namen erschienen (in chronologischer Reihenfolge):
- IPPOLIT (erschien im Mai 2009)
- RobboLito
- Igorrit
- IvanHoe
- Fire

Die Programmierer der Engines arbeiten großteils unter Pseudonymen, ihre Identität ist weitgehend ungeklärt. 
Fire 1.2 galt im März 2010 als das stärkste Schachprogramm der Welt für gängige PCs. Inzwischen haben zunächst Houdini und aktuell Komodo und Stockfish diesen Platz eingenommen. 
Allerdings werden die Programme in manchen Computerschach-Ranglisten nicht geführt, da angenommen wird, dass es sich um Klone der ehemals stärksten kommerziellen Schach-Engine Rybka handelt. Vasik Rajlich wies in diesem Zusammenhang darauf hin, dass er im Frühjahr 2009 von "einer Art Open-Source-Clone" von Rybka 3 erfahren habe und aus den IPPOLIT-Quelltexten hervorgehe, dass sie auf einer dekompilierten Version von Rybka beruhen. Beweise kann Rajlich nicht vorlegen, ohne dafür seinen eigenen Quelltext offenzulegen. Die Entwickler erwidern darauf, dass der angebliche Klon deutlich spielstärker ist als das angeblich plagiierte Original und darüber hinaus über eine deutlich größere Funktionalität verfüge. Fast alle heute gängigen Schachprogramme beruhen auf ähnlichen Alpha-Beta-Algorithmen und vielerlei Ideen älterer Schachprogramme. Die sehr unterschiedliche Spielstärke hat ihren Grund aber in sehr wirksamen Erweiterungen, die von verschiedenen Entwicklern in späteren Jahren und bis in die Gegenwart erdacht wurden.